# Transport ferroviaire en Suède
Plan
Cet article décrit le réseau ferroviaire de Suède ainsi que les principaux acteurs impliqués dans l'exploitation et la gestion de ce réseau.
Longtemps réputé pour être l'un des plus fiables et égalitaires d'Europe, le système ferroviaire est progressivement privatisé à partir de 2001. La concurrence a cependant générée certains désagréments pour les usagers : le réseau est devenu cher, compliqué et peu ponctuel. La privatisation a été si mal réalisée que le journalise Mikael Nyberg la qualifiée de « grand brigandage ». En 2014, 70 % des Suédois se prononcent pour la nationalisation du réseau. La situation s'améliore dans la seconde moitié de la décennie, où l'on constate une augmentation de la fréquentation du réseau ferroviaire, couplée à une baisse du prix moyen du prix du billet.

## Le réseau ferroviaire
Le réseau ferroviaire principal comprend 13 388 km de lignes à voie normale (écartement 1,435 m) dont 11 842 km de lignes principales. 7 918 km sont électrifiés en courant alternatif 15 kV 16 2/3 Hz (norme germanique).
Il existe 221 km de chemin de fer à voie étroite (écartement 0,891 m).
Le réseau appartenant à l'État (9 792 km dont 7 190 km électrifiés) est géré par Banverket, administration d'État. 3 596 km de lignes ont un statut privé.
Il n'existe pas de ligne à grande vitesse, mais les villes principales (Stockholm, Göteborg, Malmö, Östersund ainsi que Copenhague) sont reliées entre elles par le X2000, train pendulaire roulant sur ligne classique, et géré par les Statens Järnvägar (SJ).
- Ville dotée d'un réseau de métro : Stockholm ;
- Ville dotée d'un réseau de tramway : Göteborg, Norrköping et Stockholm.

La Suède a mis fin au monopole de l'opérateur SJ sur le transport de passagers en 2010. Les rails restent propriété de l'État et leur exploitation est gérée par l'Administration nationale suédoise des Transports.

## Opérateurs
- Voyageurs
  - Arlanda Express

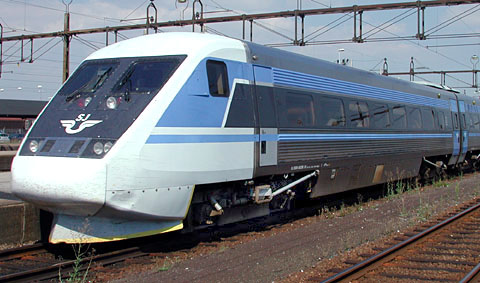
Voiture pilote d'une rame X2000.

  - DSB Sverige, filiale des chemins de fer danois
  - MTR Express
  - Snälltåget,
  - SJ, (Statens Järnvägar),
  - Vy Tåg.

- Fret

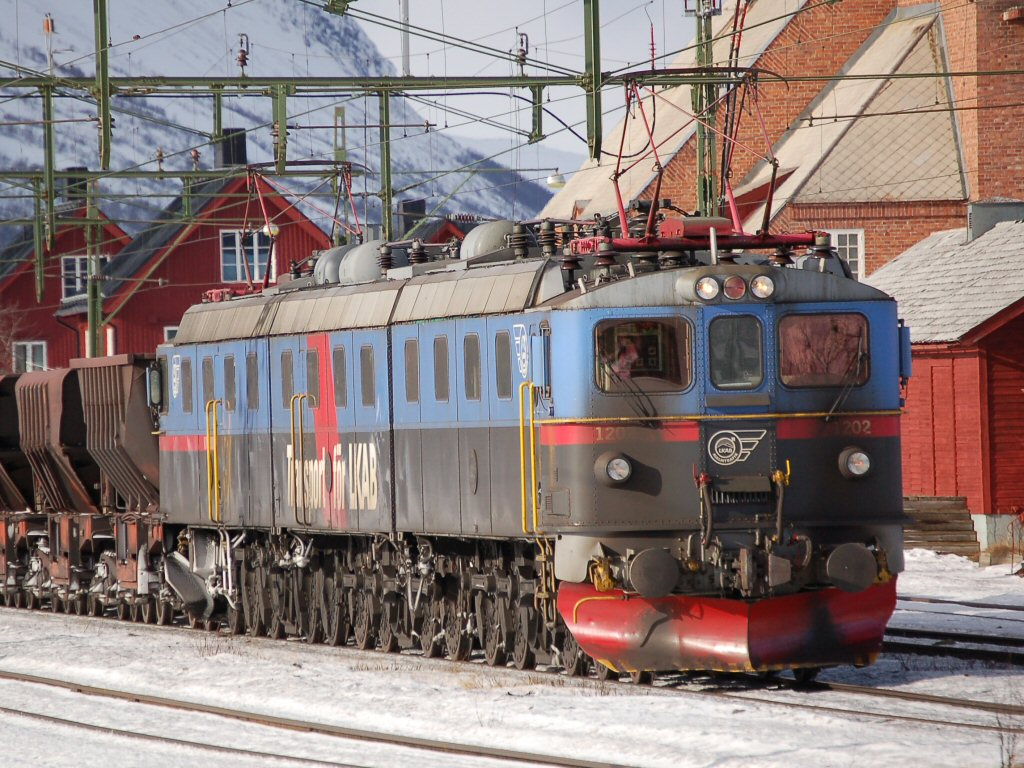
Dm3 en gare de Abisko.

- - Green Cargo, ancienne division fret des SJ,
  - Hector Rail
  - Inlandsgods AB,
  - MTAB Malmtrafik i Kiruna AB,
  - Tåg i Bergslagen,
  - TGOJ Trafik.

### Gestionnaires d'infrastructure
- Arlanda Express,
- Banverket,
- Botniabanan,
- Inlandsbanan,
- Storstockholms Lokaltrafik (SL).